# Nesanel Kichler
Nesanel Kichler, Nassanel Küchler (ur. 13 marca 1911 w Wieliczce, zm. 13 maja 1985 w Krakowie) – polski działacz komunistyczny żydowskiego pochodzenia.

## Życiorys

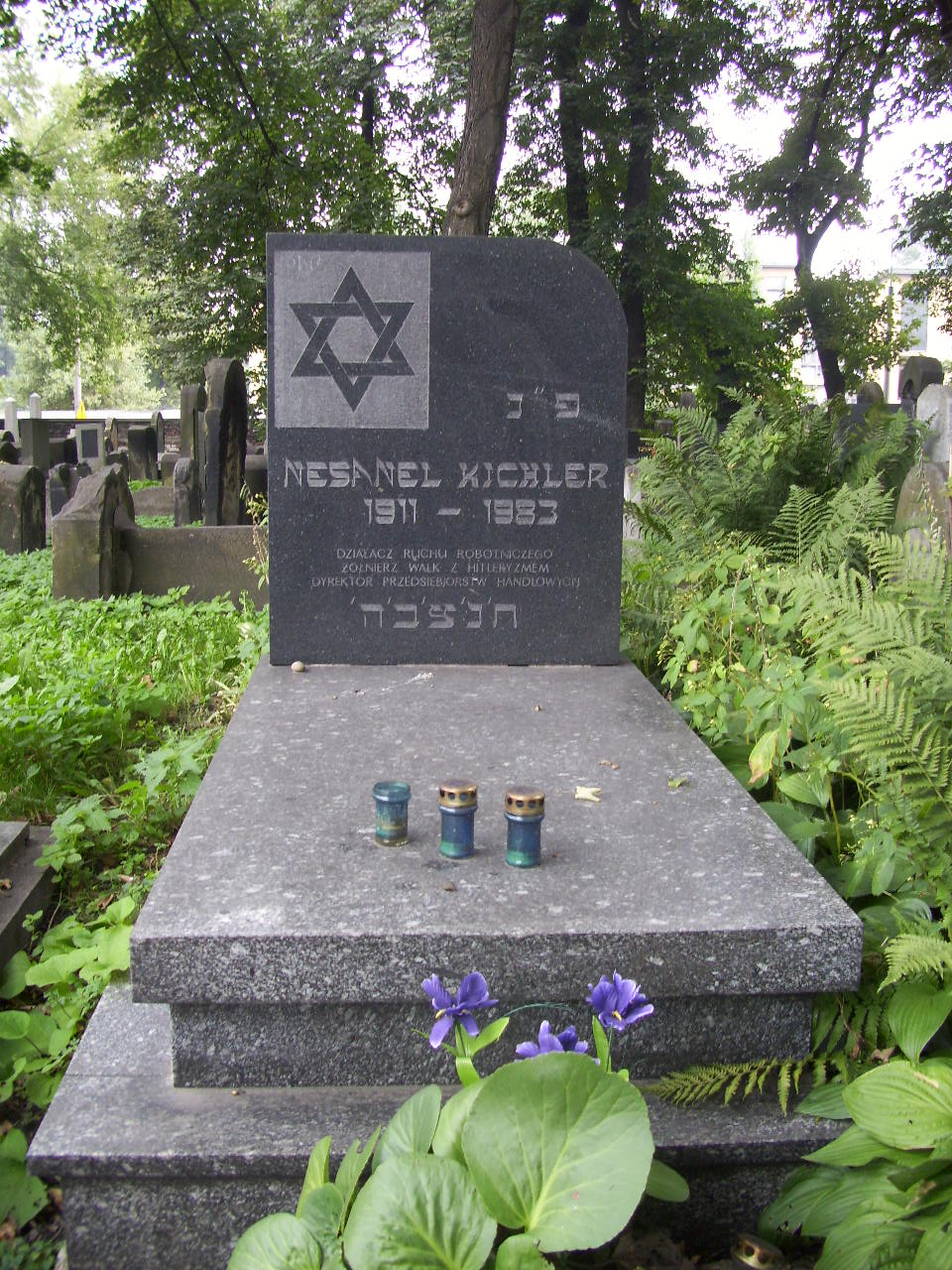
Grób Nesanela Kichlera na nowym cmentarzu żydowskim w Krakowie

Urodził się w żydowskiej rodzinie rzemieślniczej, jako syn Eliasza. Edukację zakończył na czterech klasach gimnazjum (1928). Niebawem przystąpił do ruchu komunistycznego, zostając członkiem Komunistycznego Związku Młodzieży Polskiej oraz Międzynarodowej Organizacji Pomocy Rewolucjonistom; w 1930 przyjęty został do Komunistycznej Partii Polski. Należał do organizatorów Komitetu Dzielnicowego partii w Wieliczce. Po krótkim pobycie w więzieniu (1931) wyjechał na rok do Czechosłowacji i Niemiec, gdzie należał do organizacji paramilitarnej przy Komunistycznej Partii Niemiec „Roter Frontkämpferbund”. Od 1932 pracował w fabryce papieru w Wieliczce. Wciąż aktywny w Komunistycznej Partii Polski, w 1933 został skazany na rok więzienia jako sekretarz wielickiego Komitetu Dzielnicowego, a po odbyciu kary działał w Podokręgu Krakowskim KPP i należał do organizatorów strajku górniczego w Wieliczce w 1936. Przed kolejnym aresztowaniem utrzymywał się z pracy w handlu. Od 1937 przez niemal dwa lata był osadzony w obozie w Berezie Kartuskiej. Ostatnie miesiące przed wybuchem II wojny światowej przepracował w fabryce kapeluszy.
We wrześniu 1939 wyjechał na wschód; w Kowlu współorganizował Komitet byłych Więźniów Politycznych, następnie zatrzymał się we Lwowie, gdzie pracował w centrali telegraficznej. Po wybuchu wojny niemiecko-radzieckiej zgłosił się ochotniczo do Armii Czerwonej, ale ranny w walkach koło Żytomierza, został zwolniony z wojska i w Samarkandzie, w Uzbeckiej Republice Radzieckiej, pracował jako robotnik. W 1943 przystąpił do Związku Patriotów Polskich. W sierpniu 1944 zgłosił się do Wojska Polskiego; skierowany do resortu bezpieczeństwa, kierował grupami operacyjnymi w Bydgoszczy, Gdańsku, Krakowie, a zwolniony został z Ministerstwa Bezpieczeństwa Publicznego latem 1947.
Od 1947 pracował w różnych instytucjach w Krakowie, m.in. jako dyrektor Wojewódzkiego Przedsiębiorstwa Handlu Artykułami Papierniczymi i Sportowymi. W 1973 otrzymał rentę dla zasłużonych. Był wieloletnim członkiem partii (od 1944 Polskiej Partii Robotniczej, od 1948 Polskiej Zjednoczonej Partii Robotniczej), działaczem zakładowych organizacji partyjnych, lektorem szkoleń partyjnych. Od 1974 współpracował z zespołem gromadzącym dokumentację dla planowanego Muzeum Ruchu Rewolucyjnego w Krakowie.
Był odznaczony m.in. Krzyżem Komandorskim Orderu Odrodzenia Polski i Orderem Sztandaru Pracy II klasy. Zmarł w Krakowie. Jest pochowany na nowym cmentarzu żydowskim przy  ulicy Miodowej. Jego synem jest Jerzy Kichler (ur. 1947), działacz społeczności żydowskiej we Wrocławiu.